# 藤田伸三
藤田伸三（ふじた しんぞう）是日本的編劇，生于日本广岛县。

## 作品列表

### 電視動畫
- 飛吧！麵包超人（日语：それいけ!アンパンマン）（1995年 - ） 腳本
- NINKU -忍空-（1995年 - 1996年） 腳本
- 怪盜Saint Tail（1995年 - 1996年） 腳本
- ルパン三世 ハリマオの財宝を追え!!（日语：ルパン三世 ハリマオの財宝を追え!!）（1995年） 腳本
- 忍者亂太郎（1996年） 腳本
- 劍風傳奇BERSERK（1997年 - 1998年） 腳本
- 神奇寶貝（1998年 - 2002年） 腳本
- 幸運女神 小不隆咚便利多多（1998年 - 1999年） 腳本
- 魯邦三世 炎之記憶〜TOKYO CRISIS〜（日语：ルパン三世 炎の記憶〜TOKYO CRISIS〜）（1998年） 腳本
- 危險調查員（1998年 - 1999年） 腳本
- To Heart（1999年） 腳本
- ルパン三世 愛のダ、カーポ〜FUJIKO'S Unlucky Days〜（日语：ルパン三世 愛のダ、カーポ〜FUJIKO'S Unlucky Days〜）（1999年） 腳本
- 聖魔大戰2000（日语：ビックリマン2000）（1999年） 腳本
- 怪獸農場〜圓盤石的秘密〜（日语：モンスターファーム (アニメ)）（1999年 - 2000年） 腳本
- 怪獸農場〜傳說之道〜（2000年） 腳本
- 哈姆太郎（2000年） 腳本
- 真·女神轉生 惡魔之子（2000年 - 2001年） 系列構成、腳本
- Comic Party（2001年） 腳本
- 爆鬥宣言大鋼彈（2002年） 故事整合、腳本
- 神奇寶貝超世代（2002年 - 2006年） 腳本
- 真·女神轉生D 惡魔之子 光之書與闇之書（2002年 - 2003年） 系列構成、腳本
- 花田少年史（2002年 - 2003年） 腳本
- 神奇寶貝 另一個故事（2003年） 腳本
- 坦克王（2003年 - 2004年） 系列構成、腳本
- 充滿幹勁十足的科學冒險—神秘智慧石（2003年 - 2004年） 腳本
- 阿嘉莎·克莉絲蒂的名偵探白羅與瑪波（2004年 - 2005年） 腳本
- To Heart 2（2005年） 腳本
- 韋駄天翔（2006年）腳本
- 神奇寶貝鑽石&珍珠（2006年 - 2010年） 腳本
- 新星輝決鬥大師Flash（2006年 - 2007年） 系列構成、腳本
- ぷるるんっ!しずくちゃん（日语：ぷるるんっ!しずくちゃん）（2006年 - 2007年） 腳本
- Zero決鬥大師（2007年） 系列構成、腳本
- Treasure Gaust（日语：トレジャーガウスト）（2007年） 系列構成、腳本
- 決鬥大師Zero（2007年 - 2008年） 系列構成、腳本
- 決鬥大師Cross（2008年 - 2010年） 系列構成、腳本
- 決鬥大師Cross Shock（2010年 - 2011年） 系列構成、腳本
- 神奇寶貝超級願望（2010年 - 2012年） 腳本
- 神奇寶貝超級願望 Season 2（2012年 - 2013年）腳本
- 神奇寶貝超級願望 Season 2 Episode N（2013年） 腳本
- 神奇寶貝超級願望 Season 2 Da！篇（2013年） 腳本
- 神奇寶貝XY（2013年 - 2015年）腳本
- 即使如此世界依然美麗（2014年） 系列構成、腳本
- 寄生獸 生命的準則（2014年 - 2015年）腳本
- 神奇寶貝XY&Z（2015年 - 2016年）腳本
- 龍族拼圖X（2016年 - 2018年） 腳本
- 未來卡片 戰鬥夥伴X（2017年 - 2018年） 系列構成、腳本
- 未來卡片 戰鬥夥伴X 全明星之戰（2018年） 系列構成、腳本
- 未來卡片 神戰鬥夥伴（-2019年）腳本
- 龍族拼圖 (動畫)（日语：パズドラ (テレビアニメ)）（2018年 - ） 系列構成、腳本
- 逆转裁判（2019年） 腳本
- ONE PIECE（脚本）（2019年-）
- 致不滅的你（2021年） 系列構成、腳本
- 泡泡糖忍战（2022年）系列构成
- Futsal Boys!!!!! （2022年）原創脚本
- 数码宝贝幽灵游戏 （2022年）脚本
- 致不灭的你 第二季 （2022）系列構成、腳本

### 劇場版動畫
- 麵包超人：將雙手舉向太陽（日语：それいけ!アンパンマン てのひらを太陽に）（1998年） 腳本
- エクスドライバー the Movie（2002年） 腳本
- 劇場版 甲蟲王者 邁向偉大的三冠王之路（2005年） 腳本
- 麵包超人：達旦旦和雙子星（日语：それいけ!アンパンマン だだんだんとふたごの星）（2009年） 腳本
- 劇場版 決鬥大師 黑月的神帝（2009年） 腳本
- やなせたかしシアター ロボくんとことり（2012年）腳本

### OVA
- 真蓋特機器人 世界最後之日（1998年 - 1999年） 系列構成、腳本
- ÉX-Driver（2000年 - 2001年） 系列構成、腳本
- 真蓋特機器人對NEO蓋特機器人（2000年 - 2001年） 系列構成、腳本
- 魔神凱撒（2001年 - 2002年） 系列構成、腳本

### 網路動畫
- 戰慄的幻影神奇寶貝（日语：戦慄のミラージュポケモン）（2006年）腳本

### 實寫電影
- 哥吉拉×美加基拉斯 G消滅作戰（2000年）腳本協力